# Derecha política en Venezuela

Brújula política, usada para clasificar ideologías políticas. Arriba la derecha autoritaria y abajo la derecha liberal.

La derecha política en Venezuela está asociada en mayor o menor medida a las nociones de familia, de tradición, de orden corporativo, de privatización, de educación católica, de progreso y de cercanía con la Iglesia.
Los partidos políticos orientados a la derecha que han gobernado desde el siglo XX han sido el Partido Democrático Venezolano, el Frente Electoral Independiente, Copei y Convergencia (surgido del anterior), siendo estos últimos dos partidos demócratas cristianos, más orientados al centro que los anteriores.

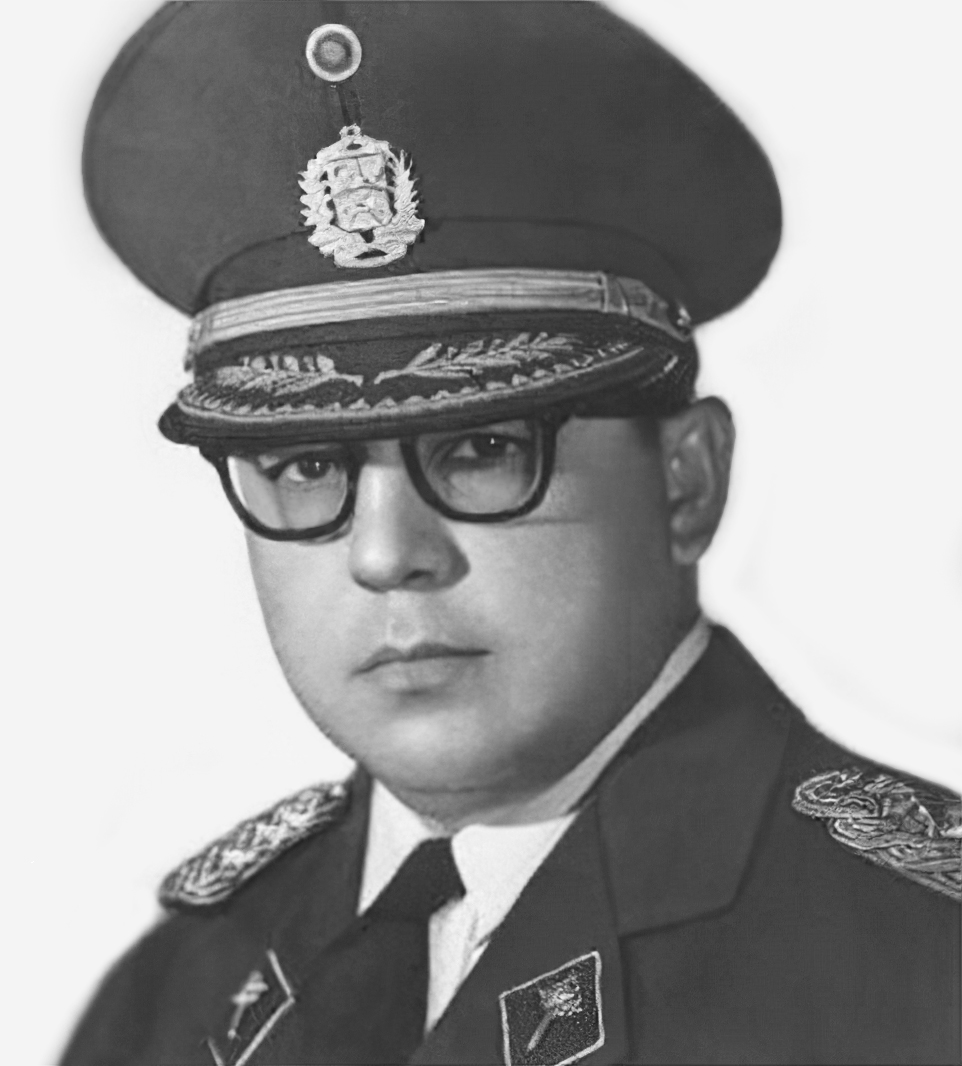
Marcos Pérez Jiménez lideró los partidos de derechas Frente Electoral Independiente y Cruzada Cívica Nacionalista.

Durante la dictadura de Marcos Pérez Jiménez partidos como Copei sufrieron represión. Desde el gobierno de Nicolás Maduro se han intervenido partidos políticos del centro-centroderecha y la derecha política como Copei, Voluntad Popular y Nueva Visión para mi País.

## Historia

### SigloXX
La dictadura de Juan Vicente Gómez prohibió el comunismo a nivel constitucional y persiguió a quienes consideraba vinculado a sus ideales, siendo considerado un régimen de derechas, al igual que su sucesor Eleazar López Contreras.
Durante la dictadura de Marcos Pérez Jiménez se disolvieron sindicatos y se persiguió a los adecos y comunistas, ilegalizando sus partidos. En 1963 el perezjimenismo fundó la Cruzada Cívica Nacionalista, orientado a la derecha.

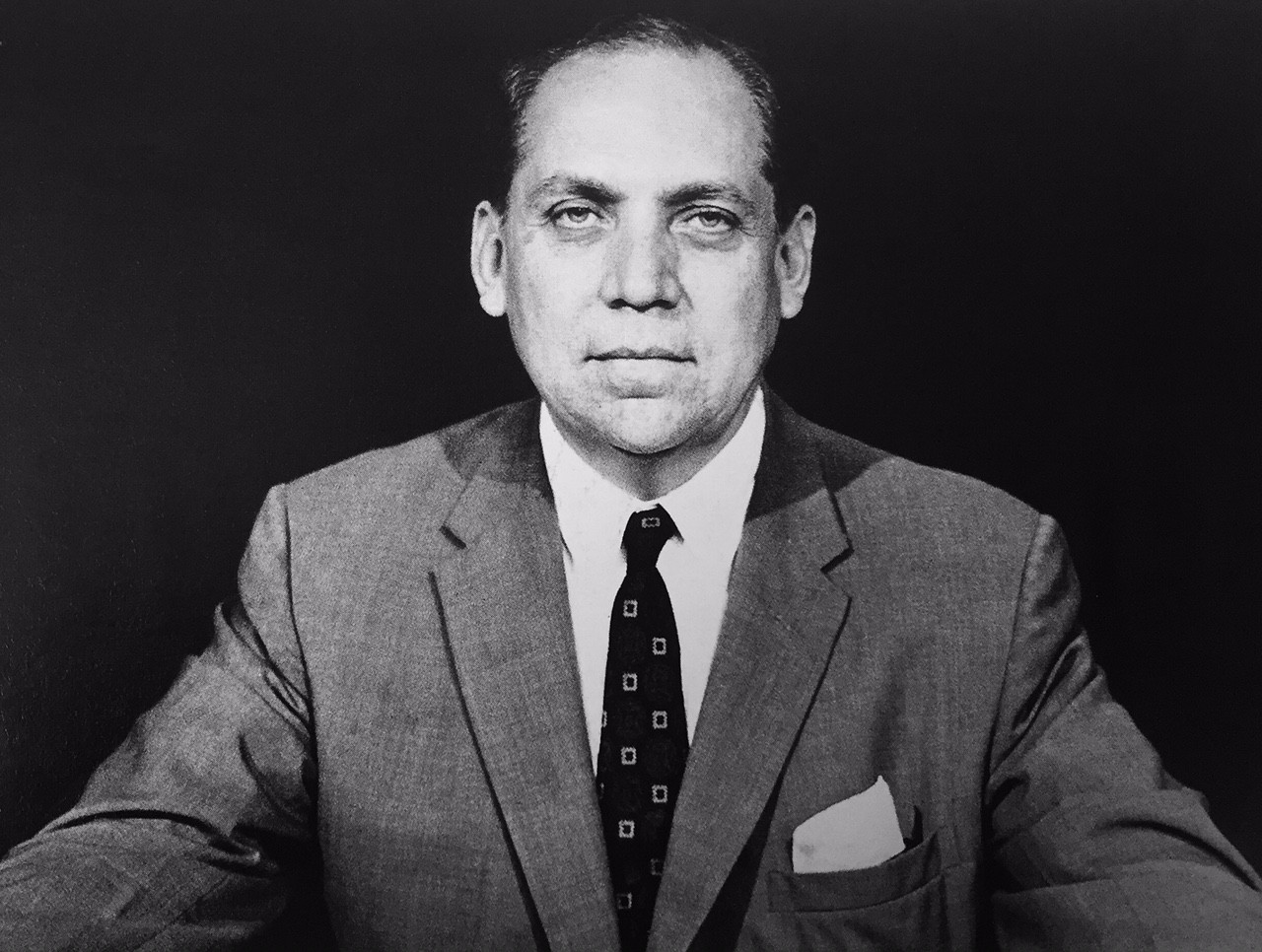
Arturo Uslar Pietri se postuló para presidente con el partido de derechas Frente Nacional Democrático.

El Frente Nacional Democrático, un partido de derechas, fue establecido en 1964 para apoyar la candidatura del exministro Arturo Uslar Pietri. El presidente Rafael Caldera reformó la Constitución de 1961 para eliminar la prohibición de elección a cargos públicos para las personas que hubieran sido condenadas a más de tres años de prisión, la cual había sido diseñada específicamente para inhabilitar políticamente a Pérez Jiménez, después de que ganara desde el exilio un cargo como senador.
Según Sonia González Fuentes, investigadora del Instituto Universitario Ortega y Gasset, entre 1973 y 1998, la mayoría del electorado se posicionó a la centroderecha y la derecha.
Hubo una percepción generalizada en la última parte del siglo XX de que el partido Acción Democrática se fue alejando de su orientación inicial de centroizquierda-centro hacia un manejo económico del país de derecha, debido a las políticas neoliberales de ajuste del presidente Carlos Andrés Pérez a finales de la década de 1980 e inicio de la década siguiente, incentivadas por el Fondo Monetario Internacional debido a la crisis económica. Esto terminó en el Caracazo y en dos intentos de golpe de Estado del MBR-200, el primero liderado por el teniente coronel Hugo Chávez, quien ganó las elecciones con el MVR tras ser liberado de prisión y acabó con el liderazgo de la política bipartidista que primó hasta entonces.

### SigloXXI
El presidente Chávez transformó su partido MVR en el Partido Socialista Unido de Venezuela, criticando el capitalismo y a la derecha política.
El partido Voluntad Popular (VP) surgió de una división de Copei y ha sido considerado de derechas, aunque también del centro e incluso centroizquierda. El entonces presidente de la Asamblea Nacional, Juan Guaidó, perteneciente a VP, lideró a Venezuela del lado de la oposición durante la crisis presidencial entre 2019 y 2023.
En 2020 se conformó la "Coalición Anti-Izquierda de Venezuela", incluyendo como integrantes al Movimiento Libertario de Venezuela y al Movimiento Nacionalista ORDEN, autodenominados de derecha.
Desde el gobierno de Nicolás Maduro se han intervenido partidos políticos de la centroderecha y derecha política como Copei, Voluntad Popular y Nueva Visión para mi País.